# Pluto (algue)
Genre
Pluto est un genre d'algues rouges de la famille des Cyanidiaceae. 

## Liste d'espèces
Selon AlgaeBase (3 août 2013) :
- Pluto calderium (Tilden) J.J.Copeland (espèce type)